# Rhizomyia
Rhizomyia is een muggengeslacht uit de familie van de galmuggen (Cecidomyiidae).

## Soorten
- R. absobrina (Felt, 1907)
- R. cerasi (Felt, 1907)
- R. cincta Felt, 1915
- R. circumspinosa (Rübsaamen, 1899)
- R. clavellata Mamaev, 1998
- R. detrita Mamaev, 1967
- R. elongata Mamaev & Zaitzev, 2002
- R. fasciata Kieffer, 1904
- R. fraxinifolia (Felt, 1907)
- R. hirta Felt, 1911
- R. hispida (Felt, 1907)
- R. ornata Mamaev, 1967
- R. perplexa Kieffer, 1898
- R. selecta Mamaev, 1967
- R. silvicola Kieffer, 1904
- R. ungulata (Felt, 1907)
- R. vitis (Felt, 1907)
- R. vittata Mamaev, 1967